# Jávor Alfréd
Jávor Alfréd (Márk, 1891. április 4. – Budapest, 1977. szeptember 1.) színész, rendező, színházigazgató, arany- és gyémántdiplomás színész, az aradi Erdélyi Kamaraszínház egyik alapítója.

## Életpályája
1912–1915 között a Színiakadémia hallgatója volt. 1918-ban kezdett játszani. 1920 után erdélyi társulatok tagja volt. 1921–1922 között Szabó Pál marosvásárhelyi társulatában szerepelt. 1922–1940 között – kisebb-nagyobb megszakításokkal – Aradon játszott. 1923-ban Temesváron lépett fel. 1924–1926 között Szendrey Mihály társulatában volt. 1928-ban színházigazgató lett. 1930–1931 között Róna Dezső társulatához tartozott. 1937–1938 között Szabadkay Józseffel közösen irányította a színházat. 1939-ben Felhő Ervinnel létrehozták az Erdélyi Kamaraszínházat, megteremtették ennek működési feltételeit. 1945 után Magyarországon élt. 1945–1947 között a Magyar Színház tagja volt. 1947–1949 között a Medgyaszay Színház művésze volt. 1949-től nyugdíjazásáig (1954) a Nemzeti Színház művésze volt.

## Színházi szerepei
- Bús-Fekete László: János – A gróf
- Molnár Ferenc: Doktor úr – Igazgató
- André: Az ezred apja – Morjean kapitány
- Vojtech: Viadukt – Edr Ferdinánd
- William Shakespeare: Hamlet – Voltimand
- Visnyevszkij: Feledhetetlen 1919 – Felcser
- Zilahy: A tábornok – Szikszóy
- Heltai: A néma levente – Beppó

## Filmjei
- Tűzpróba (1918)
- Pacsirta (1963)
- Zenés TV Színház (1974)

## Díjai
- Aranydiploma (1965)
- Gyémántdiploma (1975)